# Милинокит (Мејн)
Милинокит (енгл. Millinocket) насељено је место без административног статуса у америчкој савезној држави Мејн.

## Демографија
По попису из 2010. године број становника је 4.466, што је 724 (-13,9%) становника мање него 2000. године.
| Група             | 2000.         | 2010.         |
| Белци             | 5.103 (98,3%) | 4.347 (97,3%) |
| Афроамериканци    | 5 (0,1%)      | 9 (0,2%)      |
| Азијати           | 19 (0,4%)     | 19 (0,4%)     |
| Хиспаноамериканци | 12 (0,2%)     | 22 (0,5%)     |
| Укупно            | 5.190         | 4.466         |